# جنگل ملی تانتو
جنگل ملی تانتو (به انگلیسی: Tonto National Forest) یک جنگل ملی در ایالت آریزونا در آمریکا است.
مساحت این جنگل ۱۱٬۶۲۷ کیلومتر مربع (بزرگتر از استان قم) است.

## نگارخانه

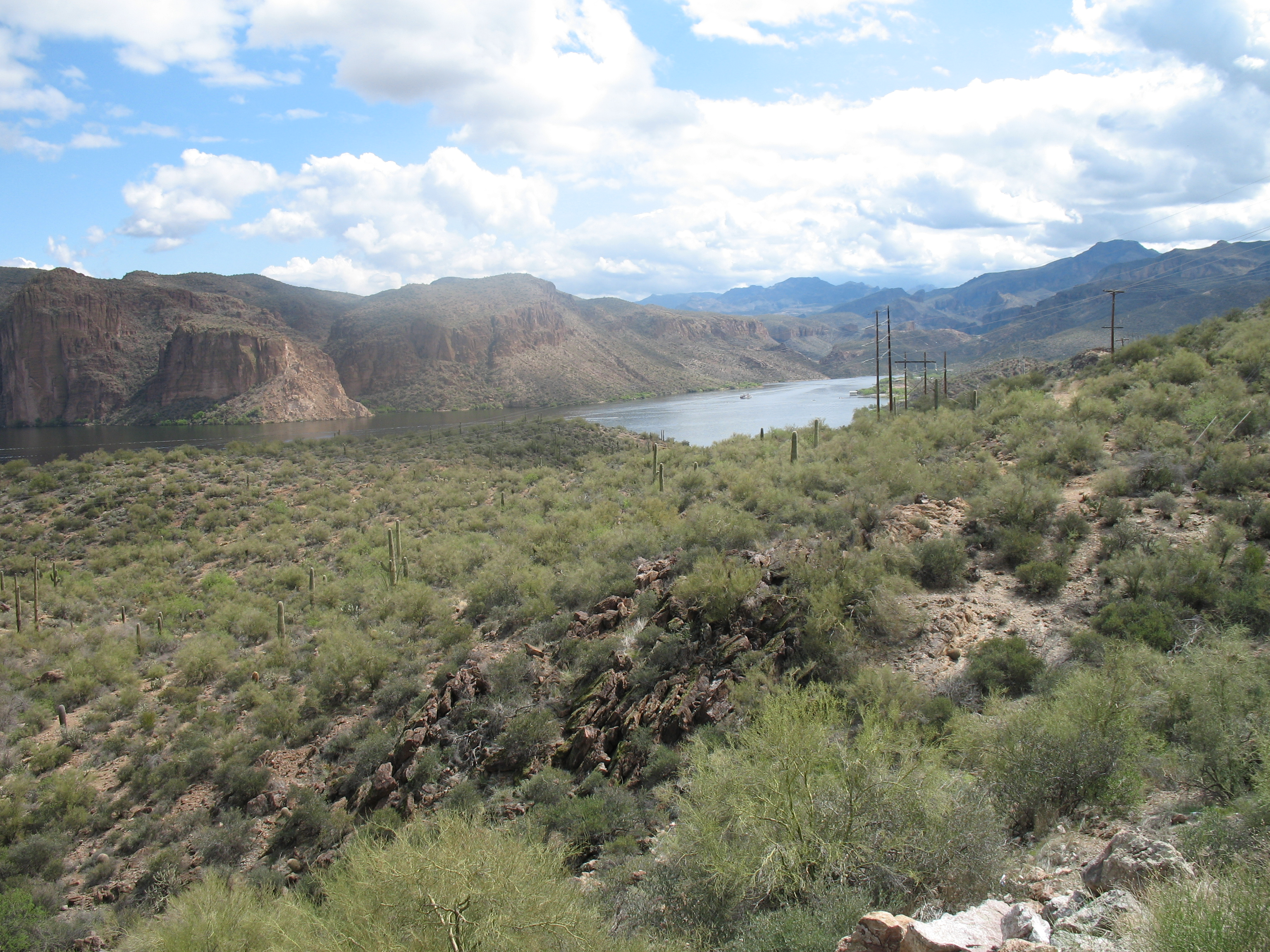
دریاچه کنیون در مجاورت جنگل ملی تانتو